# Esquixequir
Esquixequir ou Esquiceir ou  (em turco: Eskişehir) é uma cidade e área metropolitana (em turco: büyükşehir) do centro-oeste da Turquia. É a capital da província homónima e faz parte da Região da Anatólia Central. Tem 2 523 km² de área e em dezembro de 2021 tinha 797 708 habitantes (densidade: 316,2 hab./km²).
A cidade teve o nome de Dorileia ou Dorileu (em grego: Δορύλαιον; romaniz.: Dorýlaion; em latim: Dorylaeum) na Antiguidade e Idade Média. O nome em árabe é Daruliyya. Eskişehir, que no passado se escreveu Eskishehir, significa velha (eski) cidade (şehir).
É conhecida como uma cidade universitária, pelo elevado número de estudantes das três universidades locais, a Universidade Técnica de Esquixequir, a Universidade de Esquixequir Osmangazi e a Universidade da Anatólia (Anadolu Üniversitesi). Alegadamente, esta última é a maior da Turquia e a segunda maior do mundo em número total de matrículas desde a sua fundação em 1958.[carece de fontes?]